# Kübel (Einheit)
Der Kübel war ein österreichisches Getreidemaß und im Erzgebirge war es ein Maß für Erz, häufig Zinnstein. In Sachsen war der Kübel im Kohlenhandel, besonders in sächsischen Bergwerken, wichtig. Die Maße wichen nur in den Nachkommastellen ab, sodass es einen recht einheitlichen Kübel gab.

## Getreidemaß
Im österreichischen Großfürstentum Siebenbürgen war
- 1 Kübel/Getreidekübel = 4 Viertel = 8 Ur/Eimer = 64 Maaß = 1 ½ Wiener Metzen = 92,557 Liter[1]

Die Abweichung in Kronstadt war gering und betrug 92,557 Liter (1,5048 Metzen).
- 1 Ur Flüssigkeitsmaß = ⅛ Getreidekübel = 11,56 Liter

Es bestand eine Differenz im Maaß.
- Das Siebenbürger Maaß war 1,445 Liter zu 1,415015 Liter Wiener Maaß.
- Hier waren 2 Kübel = 1 Mirze, einem größeren Getreidemaß in der Walachei mit der Entsprechung von 3 Wiener Metzen.

Der ungarische Kübel entsprach 2 Pressburger alte Metzen.
Im Handel mit Knoppern (Gallen für die Färberei) war der Kübel 188,5 Liter (184,2 Liter = 2,995 Wiener Metzen) groß und diese Ware wurde 120 Wiener Pfund gleichgesetzt. Auch andere Ware, wie Kohlreps, hatten ein gesondertes Kübelmaß. So wurde bei Rübsamen der Kübel gleich 2 Metzen gesetzt.

## Helleichmaß
Im Königreich Württemberg wurden Mörtel und das sogenannte Helleichmaß nach Kübel gemessen. 1 Kübel waren 4 Helleichmaß. Bei Mörtel waren 24 Kübel = 1 Kasten.

## Kohlenmaß
- 1 Kübel = 3 Scheffel (Dresdner) = 322 Litres = 5 ⅞ Scheffel ( preuß.) = 5 ¼ Wiener Metzen[4]

siehe auch Bergkübel

## Bergwerksmaß
- 1 Kübel = 3 Zentner Erz/Zinnstein[4]
- In Tirol: 1 Kübel = 1 Kubikfuß = 1915 Pariser Kubikzoll = 38 Litre
- In Böhmen 1 Seidel = 4 Kübel = 12/25 Liter
- Hüttenkübel in Polen und Deutschland